# Guanosine triphosphat
Guanosine-5'-triphosphate (GTP) là một nucleoside triphosphate tinh khiết. Nó là một trong những nguyên liệu cần thiết cho quá trình tổng hợp RNA trong quá trình phiên mã. Cấu trúc của nó tương tự như cấu trúc của nucleobase guanine, sự khác biệt duy nhất là các nucleotide như GTP có một đường ribose và ba nhóm phosphat, với nucleobase gắn ở vị trí 1 'và phân tử triphosphate gắn vào vị trí 5' cacbon của đường ribose.
Phân tử này cũng đóng vai trò là một nguồn năng lượng hoặc chất hoạt hóa của các chất nền trong các phản ứng trao đổi chất, giống như của ATP, nhưng đặc hiệu hơn. Nó được sử dụng như một nguồn năng lượng cho tổng hợp protein và tân tạo đường (gluconeogenesis).
GTP là cần thiết cho quá trình truyền tin trong tế bào, đặc biệt với các protein G, trong các cơ chế truyền tin bằng chất truyền tin thứ hai thì nó được chuyển thành guanosine diphosphate (GDP) thông qua hoạt động của enzyme GTPases.

## Công dụng

### Truyền năng lượng
GTP tham gia vào việc truyền năng lượng bên trong tế bào. Ví dụ, một phân tử GTP được tạo ra bởi một trong nhiều enzym của chu trình Krebs. Điều này tương đương với việc tạo ra một phân tử ATP, vì GTP dễ dàng chuyển đổi thành ATP với xúc tác của nucleoside-diphosphate kinase (NDK).

### Dịch mã di truyền
Trong giai đoạn kéo dài của dịch mã, GTP được sử dụng làm nguồn năng lượng để gắn một tRNA-amino acid mới vào vị trí A của ribosome. GTP cũng được sử dụng như một nguồn năng lượng cho sự chuyển dịch của ribosome về phía 3 'của mRNA.

### Tính động của vi ống
Trong quá trình trùng hợp vi ống, mỗi song dị hợp được tạo thành bởi một phân tử alpha và beta tubulin mang hai phân tử GTP, và GTP được thủy phân thành GDP khi các song hợp tubulin được thêm vào đầu cộng của vi ống đang phát triển. Sự thủy phân GTP như vậy không bắt buộc đối với sự hình thành vi ống, nhưng dường như chỉ có các phân tử tubulin gắn kết với GDP mới có thể giải trùng hợp được. Vì vậy, một tubulin gắn với GTP phục vụ như một nắp ở đầu của vi ống để bảo vệ khỏi bị giải trùng hợp; và, một khi GTP được thủy phân, vi ống bắt đầu giải trùng hợp và co lại nhanh chóng.

### Chức năng ty thể
Việc chuyển các protein vào chất nền ty thể liên quan đến sự tương tác của cả GTP và ATP. Việc nhập khẩu các protein này đóng một vai trò quan trọng trong một số con đường được điều chỉnh trong bào quan ty thể, như chuyển đổi oxaloaxetat thành phosphoenolpyruvate (PEP) trong quá trình tân tạo đường

## Tổng hợp sinh học
Trong tế bào, GTP được tổng hợp qua nhiều quy trình bao gồm:
- như một sản phẩm phụ của Succinyl-CoA khi chuyển từ Succinate được xúc tác bởi enzyme tổng hợp Succinyl-CoA như là một phần của chu kỳ Krebs;[1]
- thông qua trao đổi các nhóm phosphate từ các phân tử ATP bởi các nucleoside-diphosphate kinase, một enzyme được giao nhiệm vụ duy trì trạng thái cân bằng giữa nồng độ của các triphosphat nucleoside khác nhau.[1]